# ATP Challenger Hull
Der ATP Challenger Hull (offiziell: Hull Challenger) war ein Tennisturnier, das zwischen 2000 und 2002 in Hull, England, stattfand. Es gehörte zur ATP Challenger Tour und wurde in der Halle auf Teppich gespielt.

## Liste der Sieger

### Einzel
| Jahr | Sieger           | Finalgegner    | Ergebnis        |
| ---- | ---------------- | -------------- | --------------- |
| 2002 | Denis Golowanow  | Arvind Parmar  | 6:4, 3:1 aufgg. |
| 2001 | Michael Kohlmann | Kristian Pless | 5:7, 7:63, 7:65 |
| 2000 | Henrik Andersson | Mark Hilton    | 6:4, 3:6, 6:4   |

### Doppel
| Jahr | Sieger                            | Finalgegner                       | Ergebnis      |
| ---- | --------------------------------- | --------------------------------- | ------------- |
| 2002 | Gilles Elseneer Frédéric Niemeyer | Yves Allegro Wesley Moodie        | 6:4, 6:4      |
| 2001 | Michael Kohlmann Michaël Llodra   | Barry Cowan Martin Lee            | 6:2, 6:3      |
| 2000 | Barry Cowan Neville Godwin        | Julian Knowle Stefano Pescosolido | 6:3, 3:6, 6:3 |